# Phylica selaginoides
Phylica selaginoides är en brakvedsväxtart som beskrevs av Otto Wilhelm Sonder. Phylica selaginoides ingår i släktet Phylica och familjen brakvedsväxter. Inga underarter finns listade i Catalogue of Life.